# Anne Sophie Callesen
Anne Sophie Callesen (født 25. december 1988 i Aarhus) er tidligere medlem af Folketinget og kandidat til Europa-parlamentsvalget 2024 for Radikale Venstre.
Hun blev valgt som en af tre radikale i Østjyllands Storkreds ved Folketingsvalget 2019, men opnåede ikke genvalg ved valget i 2022. Hun var folketingsgruppens ungdomsuddannelses-, udviklings- og familieordfører, og blev siden også EU-ordfører, Europaordfører og Menneskerettighedsordfører. I første halvår af 2021 var Callesen på barsel, hvor Henrik Vinther Olesen var stedfortræder.
Callesen har en studentereksamen fra Aarhus Katedralskole, hvorefter hun har taget en bachelor i statskundskab på Københavns Universitet og en master i mellemøstenstudier fra Kings's College i London.